# Movimentos pró-independência na Guerra Civil Russa
Os movimentos pró-independência na Guerra Civil Russa dentro do território do antigo Império Russo buscavam a criação de estados-nação independentes que não estivessem alinhados com os bolcheviques após a Revolução de Outubro. Muitos movimentos pró-independência surgiram após a dissolução do Império Russo e lutaram na Guerra Civil Russa. 
A lista a seguir apresenta alguns dos movimentos pró-independência e os conflitos em que eles se envolveram durante esse período.

## Periferia Ocidental
- Finlândia (independente a partir de 1917)
  -  Guarda Branca
  -  Reino da Finlândia
  - Guerra Civil Finlandesa
  - Heimosodat
    - Expedição de Viena
    - Expedição de Aunus

- Ducado Unido do Báltico
  -  Estado do Báltico (durou de abril a setembro de 1918)
  - Ducado da Curlândia e Semigália (1918)
- Estônia (independente a partir de 1918)
  -  Governo Provisório da Estônia
  - Guerra de Independência da Estônia

- Letônia (independente a partir de 1918)
  -  Governo Provisório da Letônia
  -  Iskolat
  - Guerra de Independência da Letônia

- Lituânia (independente a partir de 1918)
  -  Perloja
  -  República da Lituânia Central
  - Guerras de Independência da Lituânia
    - Guerra Polaco-Lituana

- Polônia (independente a partir de 1918)
  -  Zakopane
  -  Tarnobrzeg
  - Guerra Polaco-Ucraniana
  - Guerra Polaco-Soviética
  - Guerra Polaco-Lituana

- República Soviética de Naissaar
- República Popular da Ucrânia (independente de 1917–1921; dividida entre a Polônia, a Tchecoslováquia, a Romênia e a República Socialista Soviética da Ucrânia)
  -  Estado Ucraniano
  -  República Popular da Ucrânia Ocidental
  -  Komancza
  -  Hutsul
  -  Lemko
  -  República de Kholodny Yar
  -  República Soviética de Donetsk–Krivoy Rog
  -  República Soviética de Odessa
  - Guerra de Independência da Ucrânia
    - Guerra Soviético-Ucraniana
      - Guerra Polaco-Ucraniana

- República Popular Bielorrussa (independente de 1918–1919; dividida entre a Polônia e a República Socialista Soviética da Bielorrússia)
- Crimeia (independente de 1917–1918; anexada pela República Socialista Federativa Soviética da Rússia em 1921)
  -  Governo Regional da Crimeia
  -  Governo da Fronteira da Crimeia
- República Democrática da Moldávia (unido à Romênia em 1918)

## Rússia Europeia
- Rússia do Leste Europeu
  -  Bashkiria (autonomia e independência de facto de 1917–1919; juntou-se à República Socialista Federativa Soviética da Rússia)
  -  Chuváxia (independente em 1918; anexado pela República Socialista Federativa Soviética da Rússia)
  -  Estado Idel-Ural (independente de 1917–1918; anexado pela República Socialista Federativa Soviética da Rússia)
  -  Governo Regional Provisório dos Urais
- Rússia do Norte da Europa
  -  República de Kirjasalo
  -  Comitê de Uhtua
  -  República de Uhtua
  -  Governo Provisório da Carélia Branca
  -  Governo Provisório da Carélia
  -  Governo de Olonets da Carélia do Sul
  -  Governo Unido da Carélia
  -  República da Carélia Oriental
  -  Comitê Temporário da Carélia
  -  Comitê Central da Aldeia da Carélia de Uhtua
- Rússia do Sul da Europa
  -  Rada de Cubã (formada em abril de 1917. Tornou-se a República Popular de Cubã em 1918)
  -  República Popular de Cubã (independente de 1918–1920; anexado pela República Socialista Federativa Soviética da Rússia)
  -  República do Don (independente de 1918–1919; anexado pela República Socialista Federativa Soviética da Rússia)

## Periferia Oriental
- Regionalismo Siberiano
  -  República Siberiana
- Estado de Buriate-Mongólia
- Iacútia
- Ucrânia Verde
- República de Tungus
- República do Extremo Oriente. (nominalmente independente de 1920–1922; fundiu-se com a República Socialista Federativa Soviética da Rússia)

## Cáucaso
- República Democrática Federativa Transcaucasiana
- Azerbaijão (independente de 1918–1920; invadida pela República Socialista Federativa Soviética da Rússia e transformada na República Socialista Soviética do Azerbaijão)
  -  República de Aras
  - Guerra Armeno-Azeri
  - Invasão soviética do Azerbaijão

- República Democrática da Armênia (independente de 1918–1921; invadida pela República Socialista Federativa Soviética da Rússia e transformada na República Socialista Soviética da Armênia)
  -  República da Armênia Montanhosa
  - Guerra Georgiano-Armênia
  - Guerra Armeno-Azeri
  - Guerra Turco-Armênia

- República Democrática da Geórgia (independente de 1918–1921; invadida pela República Socialista Federativa Soviética da Rússia e transformada na República Socialista Soviética da Geórgia)
  - Conflito Georgiano-Osseta
  - Guerra Georgiano-Armênia
  - Conflito de Sóchi
  - Invasão soviética da Geórgia

- República de Carse
- Emirado do Norte do Cáucaso
- Mughan
  -  República Soviética de Mughan
- Ditadura Centrocaspiana
- República Montanhosa do Norte do Cáucaso (independente de 1917–1922; anexada pela República Socialista Federativa Soviética da Rússia)

- República Socialista Soviética da Pérsia

## Ásia Central
- Basmachi
- Autonomia de Alash

- República Confederada de Altai
  -  "Segunda" República Confederada de Altai
- Canato de Quiva
- Emirado de Bucara
- Autonomia do Turquestão
- Governo Trans-Caspiano
- Cossacos de Semirechye